# Argynnos
Argynnos (altgriechisch Ἄργυννος Árgynnos) war nach der griechischen Sage ein boiotischer Geliebter des Agamemnon. Ein anderer Liebhaber des Argyynos war Hymenaios.
Argynnos war ein Sohn der Peisidike, Tochter des Leukon und Enkelin des Athamas. Als sich die griechische Flotte im Hafen von Aulis versammelte, bevor sie nach Troja fuhr, entfernte sich Agamemnon vom Heer und sah am Fluss Kephisos den badenden Argynnos, in den er sich verliebte. Nachdem dieser im Fluss ertrunken war, bestattete er ihn und errichtete beim Grab einen Tempel der Aphrodite Argynnis, welche im boiotischen Dialekt Argunis (Ἀργουνίς Árgounís) genannt wurde.